# Guns and Talks
Pour plus de détails, voir Fiche technique et Distribution.
Guns and Talks (킬러들의 수다, Killerdeului suda) est un film sud-coréen réalisé par Jang Jin, sorti le 13 octobre 2001.

## Synopsis
Le film est centré sur quatre tueurs professionnels qui ne jurent que par l'argent et qui accomplissent n'importe quel désir du client. Si le client leur demande de rendre seulement la main de quelqu'un inutilisable, alors ils le feront pour de l'argent. Ainsi, s'il souhaite une personne morte dans une certaine situation, alors ils le feront en respectant les volontés du client. Tout ce que le client désire...

## Fiche technique
- Titre : Guns and Talks
- Titre original : 킬러들의 수다 (Killerdeului suda)
- Réalisation : Jang Jin
- Scénario : Jang Jin
- Photographie : Hong Kyung-pyo
- Montage : Kim Sang-bum
- Musique : Han Jae-kwon
- Production : Kang Wu-seok
- Société de distribution : Cinema Service
- Pays d'origine : Corée du Sud
- Langue : coréen
- Format : Couleurs - 1,85:1 - Dolby Digital - 35 mm
- Genre : Action, comédie
- Durée : 120 minutes
- Date de sortie : 13 octobre 2001

## Distribution
- Shin Hyeon-jun : Sang-yeon
- Shin Ha-kyun : Jung-woo
- Won Bin : Ha-yeon
- Jeong Jae-yeong : Jae-yeong
- Jeong Jin-yeong : Détective
- Oh Seung-hyeon : Employé de bureau 1
- Im Seung-dae : Employé de bureau 2
- Gong Hyo-jin : Employée de bureau
- Yun Ju-sang : Mr Ju
- Son Hyeon-ju : Tak Mun-bae
- Im Won-hui : La jeune mariée
- Ko Eun-mi : Oh Young-Ian
- Jeong Gyu-su : Kim Bang-jang
- Min Yun-jeong : Jin Hyang-sa
- Kim Hak-cheol : Choi Bu-jung
- Jo Deok-hyeon : Un acolyte
- Lee Ha-ra : La secrétaire
- Kim Ji-yeong : La vieille femme